# Teucrium edetanum
Teucrium edetanum là một loài thực vật có hoa trong họ Hoa môi. Loài này được M.B.Crespo, Mateo & T.Navarro miêu tả khoa học đầu tiên năm 1994.